# موثيرسك
موثيرسك هو برنامج طبي و بحثي بمستشفى الأطفال المرضى بتورنتو، أونتاريو، كندا، تأسست عام 1985 كخدمة معلومات للتشوهات الخلقية لتقديم معلومات صحية مبنية على أدلة عن التعرض أثناء فترة الحمل والرضاعة.
موثيرسك حاليا تملك خطين للمساعدة متاحين يوفران معلومات وإرشادات لمن يخطط للانجاب، سواء كانت حامل أو مرضعة وللرعاية الصحية المتخصصة:
1- خط موثيرسك الأساسي يوفر معلومات مبنية على أدلة تشمل سلامة أو الخطأ على الحمل، و الجنين و/ أو الرضيع في حالة التعرض للعلاج، والمواد الكيميائية، والأمراض، والإشعاع، والمؤثرات البيئية وانواع التعرض الاخري أثناء الحمل والرضاعة الطبيعية.
2- خط موثيرسك يوفر معلومات قائمة على أسس تشمل سلامة أو الخطورة على الحمل والجنين أو الرضيع نتيجة التعرض للمشروبات الكحولية، والنيكوتين، ومنتجات الإقلاع عن التدخين،والميثادون وبيوبرينورفين و المخدرات الترفيهية مثل المرجوانا، والكوكايين والاكستاسي أثناء الحمل أو الرضاعة.
وتملك موثيرسك مختبر للمخدرات منفصل عن خطوط المساعدة (مختبر موثيرسك للمخدرات) كان يعمل منذ نهاية التسعينات حتى أبريل 2015، ثم تم إغلاق المعمل.